# Аджан
Аджа́н (тайск. อาจารย์) — тайский почтительный титул буддийского наставника, происходящий от санскритского термина ачарья.
Титул применяется в отношении преподавателей буддийских училищ и университетов, а также, согласно Винае, к монахам, прошедшим десять затворничеств сезона дождей. Старшего монаха почтительно именуют пра-аджан (тайск. พระอาจารย์), в менее формальных ситуациях — тан-аджан (тайск. ท่านอาจารย์). В случае, когда требуется выразить особое почтение, используются титулы аджан-чан и аджан-мун. Традиционно титул аджана не настолько неформален для того, чтобы он мог использоваться мирянами при обращении к монаху без приставок пра- и тан-, однако это правило менее строго соблюдается в отношении европейцев и американцев, получивших буддийское образование в Таиланде, а также монахов-тайцев, приобретших известность на Западе.